# La máscara de la muerte roja (película)
The Masque of the Red Death es una película de terror de 1964, dirigida por Roger Corman e interpretada por Vincent Price. Está basada en el cuento homónimo de Edgar Allan Poe, aunque también incorpora elementos de otro de sus relatos, Hop-Frog.

## Argumento
En la Italia medieval, el príncipe Próspero (Vincent Price), adorador del diablo, invita a varias decenas de personas de la nobleza local a refugiarse en su castillo para la protección contra una temible plaga que asola la región, la de la Muerte Roja. En medio de un ambiente general de corrupción y orgía, Próspero ordena a sus invitados asistir a un baile de máscaras. Durante la fiesta, se produce la entrada de un misterioso extraño encapuchado vestido todo de rojo. Estimando que la figura era su maestro, Satanás, Próspero se horroriza ante la revelación de su verdadera identidad.

## Protagonistas
- Vincent Price: príncipe Próspero
- Hazel Court: Juliana, la esposa de Próspero
- Jane Asher: Francesca, una campesina
- Patrick Magee: Alfredo, un noble local
- David Weston: Gino, el enamorado de Francesca
- Nigel Green: Ludovico, el padre de Francesca
- David Davies: aldeano principal
- Skip Martin: Hop-Toad, el bufón enano
- Verina Greenlaw: Esmeralda, la bailarina enana

## Producción
Roger Corman dijo más tarde que siempre sintió que La Máscara de la Muerte Roja y La caída de la casa Usher eran las mejores obras de Poe.
Como AIP tenía un acuerdo de coproducción con Anglo-Amalgamated en Inglaterra, los productores Sam Arkoff y James H. Nicholson le sugirieron a Corman que rodara allí, lo que permitió aumentar el presupuesto y el tiempo de rodaje, de tres a cinco semanas. Muchos de los amplios decorados del castillo se aprovecharon de la película rodada poco antes Beckett, que había ganado un premio BAFTA por sus decorados. La película fue una de las primeras rodadas en color por el director de fotografía Nicolas Roeg.
La película no tuvo tanto éxito como sus predecesoras del ciclo Poe de Corman, lo que San Arkoff atribuyó a que era "demasiado artística" y no lo suficientemente aterradora. Corman dijo más tarde: "Creo que es una declaración legítima. La culpa puede haber sido mía. Me estaba interesando más en las películas de Poe como expresiones de la mente inconsciente, que como películas de terror puras." No obstante, Corman dijo que era una de sus favoritas. Andrew Johnston, escribiendo en Time Out New York, concluyó: "Los escenarios y el vestuario elaborados y la exuberante fotografía en tecnicolor de Nicolas Roeg hacen que esto sea lo más cerca que Corman estuvo jamás de la verdadera grandeza."

## Otras películas
- The Masque of the Red Death es la penúltima de las ocho adaptaciones de cuentos de Edgar Allan Poe dirigidas por Roger Corman entre 1960 y 1964. Las otras fueron:

1. La caída de la casa Usher (1960)
2. Pit and the Pendulum (1961)
3. La obsesión (1962)
4. Tales of Terror (1962)
5. El cuervo (1963)
6. The Haunted Palace (1963)
7. La tumba de Ligeia (1964)